# 綠色曼蛙
綠色曼蛙（学名：Mantella viridis），又名綠彩蛙，为彩蛙科曼蛙屬下的一个种。因棲息處地的破壞而被IUCN紅色名錄列為極危物種。
其种加词“viridis”意为“绿色的”。